# باتريك إدواردز
باتريك إدواردز (بالإنجليزية: Patrick Edwards)‏ هو لاعب كرة قدم أمريكية أمريكي، ولد في 25 أكتوبر 1988 في تمبل في الولايات المتحدة.

## وصلات خارجية
- باتريك إدواردز على موقع مرجع كرة القدم المحترفة.كوم (الإنجليزية)